# Anthemis taubertii
Anthemis taubertii là một loài thực vật có hoa thuộc họ Cúc. Loài này được Elias Durand và Jean François Gustave Barratte mô tả khoa học đầu tiên năm 1910.